# Māzeh Gar
Māzeh Gar (persiska: مازِه كَز, مازِه گَز, مازگِه, Māzeh Kaz, مازه گر) är en ort i Iran.   Den ligger i provinsen Kohgiluyeh och Buyer Ahmad, i den centrala delen av landet, 500 km söder om huvudstaden Teheran. Māzeh Gar ligger 1 820 meter över havet och antalet invånare är 237.
Terrängen runt Māzeh Gar är bergig österut, men västerut är den kuperad. Runt Māzeh Gar är det ganska glesbefolkat, med 38 invånare per kvadratkilometer. Närmaste större samhälle är Shāh Najaf, 14,3 km norr om Māzeh Gar. Omgivningarna runt Māzeh Gar är i huvudsak ett öppet busklandskap.